# Гернроде (Айхсфельд)
Гернроде (нем. Gernrode) — община в Германии, в земле Тюрингия.
Входит в состав района Айхсфельд. Подчиняется управлению Айксфельд-Випперауэ. Население составляет 1638 человек (на 31 декабря 2010 года). Занимает площадь 7,34 км².